# Porricondyla lamellata
Porricondyla lamellata är en tvåvingeart som beskrevs av Junichi Yukawa 1971. Porricondyla lamellata ingår i släktet Porricondyla och familjen gallmyggor. Inga underarter finns listade i Catalogue of Life.